# Mailly-Maillet Communal Cemetery Extension
Mailly-Maillet Communal Cemetery Extension is een Britse militaire begraafplaats met gesneuvelden uit de Eerste Wereldoorlog, gelegen in de Franse gemeente Mailly-Maillet (Somme). De begraafplaats ligt 1.650 m ten noordwesten van de dorpskerk en is een uitbreiding van de gemeentelijke begraafplaats. Ze werd ontworpen door Wilfred Von Berg en wordt onderhouden door de Commonwealth War Graves Commission. De begraafplaats heeft een lange smalle rechthoekige vorm en wordt omgeven door een haag. De toegang bestaat uit een twaalftal opwaartse treden die leiden naar een metalen hek tussen natuurstenen zuilen. Het Cross of Sacrifice staat direct aan de ingang. In hetzelfde dorp bevindt zich ongeveer 1.250 m zuidelijker de Mailly Wood Cemetery.
De begraafplaats telt 126 geïdentificeerde graven.

## Geschiedenis
Mailly-Maillet bleef tijdens de oorlog in geallieerde handen en het was er redelijk rustig tot aan de Duitse opmars in maart 1918. Toen werd het voortdurend hevig beschoten en moesten de troepen zich in de tunnels onder het dorp schuilhouden.
De Extension werd in juni 1915 aangelegd door Franse eenheden. In augustus 1915 werden zij afgelost door Commonwealth troepen die de begraafplaats verder gebruikten tot december 1916 en verder in de periode van de Duitse opmars, van maart tot juli 1918.
Er rusten 122 Britten, 3 Nieuw-Zeelanders en 1 Canadees.
De graven van 51 Fransen en 2 Duitse krijgsgevangenen werden overgebracht naar andere begraafplaatsen.

## Graven

### Onderscheiden militairen
- John Charles Eatough, korporaal bij het The King's (Liverpool Regiment) werd onderscheiden met de Distinguished Conduct Medal (DCM).
- T. Skelhorn, sergeant bij het The King's (Liverpool Regiment) werd onderscheiden met de Military Medal (MM).

### Minderjarige militair
- Nathan Lewis, soldaat bij het Monmouthshire Regiment was 17 jaar toen hij sneuvelde.

### Gefusilleerde militairen
- J. Templeton en J.F. McCracken, beiden schutters van het 15th Bn. Royal Irish Rifles, werden wegens desertie gefusilleerd op 19 maart 1916.[1]